# Nikolaus Eberstaller
Nikolaus Eberstaller (* 6. August 1968 in Klosterneuburg) ist ein österreichischer Grafikdesigner und Multimediakünstler.

## Leben
Nikolaus Eberstaller ist der Sohn des Architekten Erich Eberstaller (1940–1999) und besuchte in Wien die Theresianische Akademie sowie das ORG Rainergasse. 1989 begann er ein Architekturstudium an der Technischen Universität Wien, das er 1994 abbrach, um sich als Grafikdesigner selbstständig zu machen. Seit 1992 ist er Mitglied im österreichischen Designerverband designaustria.
1999 begann seine Laufbahn als bildender Künstler. Zu seinen frühen Mentoren zählten Adolf Frohner, Peter Infeld und der Kunsthändler Thomas Gamperl. Von 2003 bis 2006 war er Stipendiat der Kunststiftung Fundacja Forum Krasków in Marcinowice.
Eberstallers Werke wurden in Deutschland, Österreich, der Schweiz, den USA und in Polen ausgestellt, sie befinden sich in Sammlungen wie dem Bode-Museum, der Sammlung Haupt, dem Forum Frohner sowie in Sammlungen in Polen.
Als Grafikdesigner arbeitet Eberstaller vorwiegend für Auftraggeber aus den Bereichen „Wein“, die gehobene Gastronomie sowie für Produzenten hochwertiger Lebensmittel. Er ist Gesellschafter des Getränkeerzeugers Schmex schmeckt GmbH.
Eberstallers Roman „Wut. Eine Tirade“, worin er vielfältige und heftige Kritik an Politik und Gesellschaft äußert, wurde 2015 im Verlag BU&BU veröffentlicht.
Eberstaller erhielt zahlreiche Preise und Auszeichnungen, er ist verheiratet und Vater zweier Töchter.

## Werk

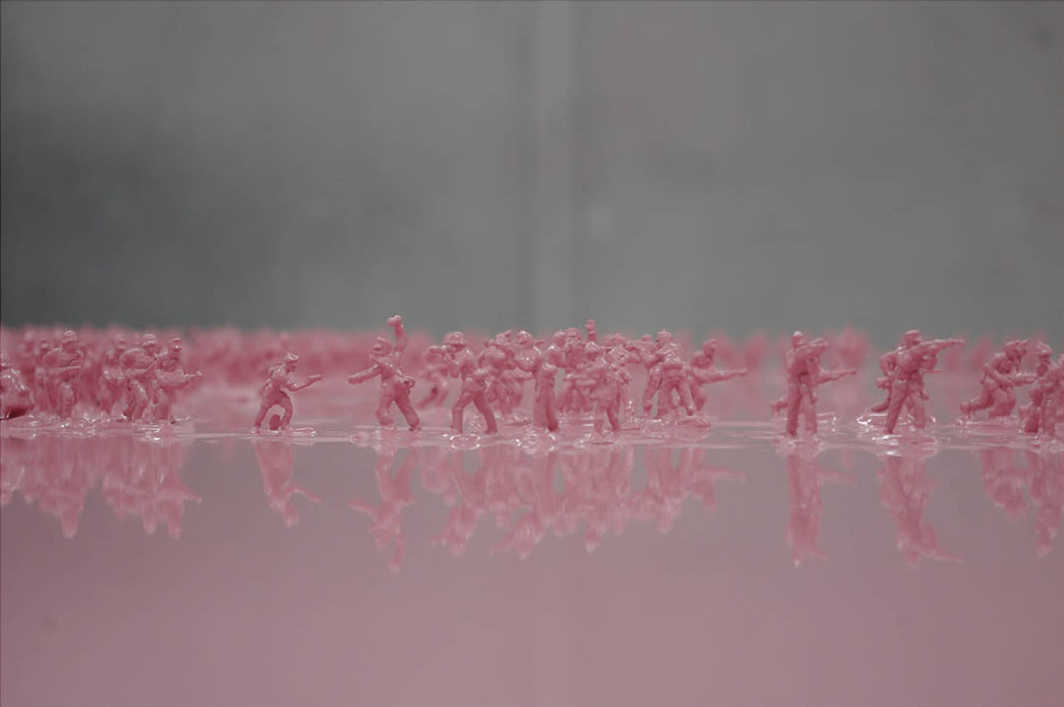
Battlefield (Museum Edition: 205 × 405 cm), Kriegsspielzeug auf Aluminiumplatte, einbrennlackiert. Edition: 3+2 AP, Ansicht in der Lackierkabine von Andert, Neusiedl am See (2015)

Stilistisch beschäftigt sich Eberstaller mit einer Vielzahl von Genres aus den Bereichen angewandter Kunst (Grafikdesign) und bildender Kunst. Zu seinen Stilmitteln zählen Grafikdesign, Mash-up und Collage, Objektkunst, Installation, Performance, Zeichnung und Malerei.
Seit 2011 entstanden vor allem Mash Ups, Collagen und Geldkunst (bildende Kunst und Performances zum Thema Geld). Zu seinen bekanntesten Arbeiten zählen das Performanceschwein Marie Cochon, die Währung HONEY-Home Made Money (Series Krasków I, Whole Series-The Fingerprints, Series II, The Bode-Museum Edition).
Sein Roman „Wut. Eine Tirade“, worin er vielfältige und heftige Kritik an Politik und Gesellschaft äußert, wurde 2015 im Verlag BU&BU veröffentlicht. Für Textpassagen des Romans wurde Eberstaller mit Klagedrohungen eines österreichischen Fruchtweinerzeugers konfrontiert, der sein Produkt rufschädigend erwähnt sah. Der teils skurrile Schriftverkehr von Eberstaller mit dem Rechtsanwalt seines Kontrahenten wurde als „Eberstallers ungeschützter Briefverkehr “ebenfalls vom Verlag BU&BU verlegt.

## Performances

### Battlefield Love Memorial
Bei dem 2011 begonnenen Projekt „Battlefield Love Memorial“ handelte es sich um ein aus Beton gegossenes, lebensgroßes Schlachtfeld, das den Schriftzug LOVE formt und zu dessen Zerstörung die Besucher aktiv aufgerufen werden sollten, um aus der Kriegsszene ein humanitäres Signal zu formen. Die Performance zum Projektstart fand 2015 auf Einladung des Berliner Kulturstaatssekretärs Tim Renner vor der Ruine des Anhalter Bahnhofes statt. Die Stadt Breslau lud ihn ein, die großflächige Installation auf einer Freifläche vor der Kunstuniversität zu zeigen. Die Realisation scheiterte jedoch an der Finanzierung und wurde auf unbestimmte Zeit verschoben.

### Honey Home Made Money
2011 fand auf Schloss Krasków (Stiftung Forum Krasków) in Polen die erste Performance mit Honey Home Made Money und dem Beekeeper statt. Einem polnischen Millionär sendet er eine Million Honey mit der Bitte um Transformation (Begging for the better). 2012 reduzierte Eberstaller in der Berliner Tresorfabrik sein Honey Home Made Money auf einen Aschekreis.

„HONEY ist Nikolaus Eberstallers Home Made Money, eine hausgemachte Künstlerwährung. Sie ist bipolar angelegt: Die Vorderseiten verkörpern in Wiederholung das vom Künstler persönlich erlebte Gute, das Geld bewirken kann. Die Rückseiten umspannen mit einem international ausgerichteten Blick das verschiedenen Menschengruppen durch Konzerne widerfahrene Schlechte. Innerhalb dieses Rahmens arbeitet der österreichische Künstler mit einem komplexen Symbol- und Verweissystem. (…)“

### Marie Cochon
2012 entwarf Eberstaller gemeinsam mit seiner Ehefrau Barbara Eberstaller-Wendelin die Kunstfigur „Marie Cochon“, ein geldfressendes, plastiniertes Hausschwein. Mit dieser Performance, die für weltweites Presseecho sorgte, wollte Eberstaller gegen die Gier und den „Reichtum auf Kosten anderer“ protestieren. Stadtwanderungen mit Marie Cochon führten durch die Innenstädte von Wien (2012) und Berlin (2013). Über diese Performance wurde international berichtet, unter anderem im Wall Street Journal und Die Zeit.

### Versteigerung der Welt
2017 führte Eberstaller Die Versteigerung der Welt auf, in Kooperation mit der Sammlung Haupt und auf Einladung des Mannheimer Kunstvereines. Die Performance sollte beweisen, dass „Geld ein Hypnotikum“ ist und „den Blick verschleiert“. Tatsächlich irritierte Eberstaller damit – die Versteigerung wurde vor Ort und von manchen Medien nicht als künstlerische Performance erkannt. Der inszenierte Zuschlag lag bei Euro 280.000 mit der Bedingung eines Total Buy Outs.

### „Eberstaller begeht eine Straftat“
2018 fälschte er im Rahmen der Ausstellung „Geld-Wahn-Sinn“ in den Berliner Reinbeckhallen Euro-Centmünzen, die er in Rotgold goss und verschenkte. Entgegen der Vermutung, dass das Recht immer vom Übel ausgeht und daher das Geldfälschen verbiete, benachteiligte Eberstaller nur sich selbst, indem er den Wert der Centmünzen alleine durch das Material Rotgold um das über 6.000-fache (Tagespreis Rotgold) steigerte. Den Nominalwert der gefälschten Münzen überwies er der deutschen Bundesbank, um eine Benachteiligung derselben zu vermeiden. Ermittlungen der Staatsanwaltschaft Berlin wurden nach einer Selbstanzeige des Künstlers, die während der Performance unterzeichnet wurde, im Juli 2018 in die Wege geleitet.

## Preise und Auszeichnungen (Auswahl)
- 2007: 2 Golden Drum Awards, 2 The Cup Awards, Portorož, EULDA European Logodesign Award
- 2010: Shortlist (Battlefield/Collectors Edition) – LICC London International Creative Competition, 2 International Golden Label Awards
- 2011: Finalist (We come from shopping we are not satisfied we go to buy mor we don’t mind) Charlatan Ink Art Prize New York,  2 Red Dot Awards, Berlin
- 2012: Best Performance LICC (Marie Cochon), Honorable Mention LICC (Honey-Home Made Money / Series Krasków I) – LICC London International Creative Competition
- 2017: Zwei Red Dot Awards, Berlin

## Ausstellungen (Auswahl)
- 2001: Kunststiftung Sammlung Infeld, Halbturn
- 2003, 2011: Stiftung Forum Schloss Krasków, Marcinowice
- 2004: Österreichisches Kulturinstitut des österreichischen Generalkonsulates in Krakau
- 2006: ISAF World Sailing Games, Österreich
- 2007: Art International Zurich
- 2009: SZDP Wrocław/Breslau
- 2010: Stadtgalerie Wiener Turm, Bruck/Leitha
- 2011: Charlatan Ink Collective, New York City
- 2011: Dreißig Silberlinge, Kunst und Geld – Sammlung Haupt, Halle am Wasser, Kunst-Campus Berlin am Hamburger Bahnhof, Berlin
- 2011: micamoca in der Alten Tresorfabrik, Berlin
- 2012: Dreißig Silberlinge: Kunst und Geld – Sammlung Haupt, Altmärkisches Museum Stendal
- 2012: Der Goldene Käfig – The Golden Cage. Kunstbüro Berlin, Berlin
- 2012: Das Glück ist ein Vogerl, Wiener Summerstage/Pavillon am Wasser, Wien
- 2013: Money, Money, Money, Sammlung Haupt im Kunstforum Halle
- 2014: The Inner Wealth, Konferenz der Visionäre, Berlin
- 2014: Divided and Reunified: A38, Budapest
- 2016: SDZ Legal in Breslau
- 2016/2017: Muse macht Moneten, Bode-Museum Berlin
- 2017: Dreißig Silberlinge, Sammlung Haupt im Mannheimer Kunstverein
- 2018: Kunst prägt Geld, Burg Hasegg/Münze Hal

## Sammlungen (Auswahl)
- Atlas Sztuki, Warschau
- Österreichisches Generalkonsulat, Krakau
- Bode-Museum, Berlin
- Forum Frohner
- Forum Krasków Art Foundation
- Kunstverein Mannheim
- Sammlung Infeld[9]
- Sammlung Gamperl (Polen)
- Sammlung Haupt, Berlin

## Veröffentlichungen
- Wut. Eine Tirade. BU&BU Verlag, Neusiedl am See 2015, ISBN 978-3-9504012-0-2